# Elinor Donahue
Mary Eleanor Donahue, detta Elinor (Tacoma, 19 aprile 1937), è un'attrice statunitense.
Si è sposata tre volte: prima nel 1955 con Richard Smith da cui ha divorziato nel 1961 e da cui ha avuto un figlio, Brian; nel 1962 con il produttore Harry Ackerman con cui è rimasta fino alla morte di lui per insufficienza polmonare nel 1991 e hanno avuto tre figli Peter, James e Chris; dal 1992 è sposata con Lou Genevrino.

## Riconoscimenti
- Young Hollywood Hall of Fame[1]

## Filmografia parziale

### Cinema
- La danza incompiuta (The Unfinished Dance), regia di Henry Koster (1947)
- Mamma non ti sposare (Three Daring Daughters), regia di Fred M. Wilcox (1948)
- L'amante del bandito (Singing Guns), regia di R.G. Springsteen (1950)
- Marito per forza (Love Is Better Than Ever), regia di Stanley Donen (1952)
- Pretty Woman, regia di Garry Marshall (1990)
- Principe azzurro cercasi (The Princess Diaries 2: Royal Engagement), regia di Garry Marshall (2004)

### Televisione
- Papà ha ragione (Father Knows Best) – serie TV, 192 episodi (1954-1960)
- Crossroads – serie TV, episodio 1x30 (1956)
- Goodyear Theatre – serie TV, episodio 3x16 (1960)
- The Andy Griffith Show – serie TV, 12 episodi (1960-1961)
- General Electric Theater – serie TV, episodio 10x09 (1961)
- Indirizzo permanente (77 Sunset Strip) – serie TV, episodio 5x15 (1963)
- Have Gun - Will Travel – serie TV, episodio 6x22 (1963)
- Il virginiano (The Virginian) – serie TV, episodio 2x13 (1963)
- A Man Called Shenandoah – serie TV, episodio 1x08 (1965)
- Star Trek – serie TV, episodio 2x09 (1967)
- La strana coppia (The Odd Couple) – serie TV, 17 episodi (1972-1975)
- Il mio amico Arnold (Diff'rent Strokes) – serie TV, episodio 1x12 (1979)
- La signora in giallo (Murder, She Wrote) – serie TV, episodio 6x21 (1990)
- Friends – serie TV, 1 episodio (1994)
- La signora del West (Dr. Quinn, Medicine Woman) – serie TV, 8 episodi (1993-1997)
- Cold Case - Delitti irrisolti (Cold Case) – serie TV, episodio 3x04 (2005)

## Doppiatrici italiane
- Stefanella Marrama in Pretty Woman
- Renata Biserni ne La signora in giallo
- Silvana Fantini ne La signora del West
- Vittoria Febbi in Cold Case - Delitti irrisolti